# São Julião, Piauí
São Julião este un oraș în Piauí (PI), Brazilia.